# Astronomiska föreningen Ursa
Astronomiska föreningen Ursa är Finlands äldsta astronomiska förening och grundades år 1921. 
Till grundarna hörde fem personer, och i början var det viktigaste syftet att få ett observatorium till Helsingfors. Detta blev verklighet fem år senare då Ursas observatorium öppnades för publiken i Brunnsparken, Helsingfors. Sedan 1975 har föreningen utgivit tidningen Tähdet ja avaruus..
Ursa samarbetar med mindre likadana föreningar som fungerar på mer lokal nivå. Ursa är dock inte en takorganisation till dessa föreningar, varav en del har också Ursa i sitt namn.
I början av 2021 valdes professor Markku Poutanen till Ursas ordförande. År 2021 hade föreningen 19 000 medlemmar. Antal anställda är 10..
Föreningen delar ut en årlig Stella Arcti-utmärkelse till amatörastronomer.
Asteroiden 6073 Tähtiseuraursa är uppkallad efter föreningen.